# Presto
Presto é um andamento musical, cujo nome deriva da língua italiana, significando "rápido" ou "pronto". É utilizado como indicação do tempo de uma obra, equivalente a "muito depressa". É realizado com uma velocidade entre 170 e 200 batidas por minuto. Quando o objetivo é fazer o andamento ainda mais rápido, entre 200 e 208 batidas por minuto, utlilizamos o prestissimo.

## Exemplos
- O quarto movimento da Sinfonia nº. 100 de Joseph Haydn